# Francisco Cano
Francisco Cano fue un explorador español del siglo XVI. Exploró el norte de México en busca de oro. Escribió Testimonio del descubrimiento y posesión de la Laguna del Nuevo México, hecho por Francisco Cano, Teniente de Alcalde Mayor de las Minas de Mascipil en la Nueva Galicia en el año 1568.